# Saint-Girons, Ariège
Saint-Girons là một xã trong vùng Occitanie, thuộc tỉnh Ariège, quận Saint-Girons, tổng Saint-Girons. Tọa độ địa lý của xã là 42° 59' vĩ độ bắc, 01° 08' kinh độ đông. Saint-Girons nằm trên độ cao trung bình là 391 mét trên mực nước biển, có điểm thấp nhất là 387 mét và điểm cao nhất là 1200 mét. Xã có diện tích 19,13 km², dân số vào thời điểm 1999 là 6254 người; mật độ dân số là 327 người/km².

## Thông tin nhân khẩu
| 1962  | 1968  | 1975  | 1982  | 1990  | 1999  |
| ----- | ----- | ----- | ----- | ----- | ----- |
| 7 368 | 7 971 | 8 130 | 7 260 | 6 596 | 6 254 |